# 小行星6277
小行星6277（英語：6277）是一颗围绕太阳公转的小行星。1949年8月24日，H. L. Giclas、R. D. Schaldach在弗拉格斯塔夫发现了此天体。
这颗小行星的绝对星等为359.71077等。